# Artemi Rallo Lombarte
Artemi Rallo Lombarte (Castelló de la Plana, 9 d'agost de 1965) és un advocat i polític valencià, diputat a les Corts Valencianes durant la II i III Legislatures i al Congrés dels Diputats en la XI i XII legislatures.

## Biografia
Llicenciat en dret el 1988, es doctorà a la Universitat de València en 1990. Ha fet ampliació d'estudis en l'Institut Internacional de Drets Humans d'Estrasburg, en el Departament de Teoria de l'Estat de la Universitat La Sapienza de Roma i al Centre de Recherche de Droit Constitutionnel de la Universitat Paris I-Pantheòn-Sorbonne.
Militant de les Joventuts Socialistes del País Valencià, en fou secretari de política institucional de 1984 a 1987. Fou elegit diputat pel PSPV-PSOE a les eleccions a les Corts Valencianes de 1987 i 1995. Ha estat secretari de la Comissió de Governació i Administració Local i vicepresident de la Comissió de Sanitat i Consum (1987-1991), i president de la Comissió de Coordinació, Organització i Règim de les Institucions de La Generalitat (1991-1995). Fou president del Consell de la Joventut de la Comunitat Valenciana (1985-1987).
No es va presentar a la reelecció en 1995 i continuà la seva carrera acadèmica. De 1993 a 1998 fou director del Departament de Dret Públic de la Universitat Jaume I de Castelló. De 2004 a 2007 ha estat Director General del Centre d'Estudis Jurídics del Ministeri de Justícia d'Espanya. De 2007 a 2001 fou Director de l'Agència espanyola de protecció de dades. Actualment és catedràtic de Dret Constitucional en la Universitat Jaume I.

## Obres
- La iniciativa legislativa en el derecho autonómico (1993)
- Garantías electorales y Constitución (1997)
- Pluralismo informativo y constitución (2000)
- La constitucionalidad de las administraciones independientes (2002)